# هاوکر پی.وی.۴
هاوکر پی.وی. ۴ (به انگلیسی: Hawker P.V.4) یک هواپیمای ساختِ کارخانهٔ هاوکر ایرکرفت در کشور بریتانیا است. نخستین استفاده‌کنندهٔ این هواپیما نیروی هوایی سلطنتی بریتانیا بوده‌است. این هواپیما برای نخستین بار در ۶ دسامبر ۱۹۳۴ میلادی مورد استفاده قرار گرفت.